# Lluís Rullan Colom
Lluís Rullan Colom (Sóller, 1955 - Barcelona, 3 de juliol de 2025) fou un economista i empresari mallorquí, graduat en l'Institut d'Estudis Superiors d'Empresa IESE. El 1980 fou nomenat director general d'Hotels Riu, càrrec que va ocupar 14 anys fins que va ser nomenat director general de Port Aventura. El 1997 va assumir la presidència del parc temàtic, càrrec que va compaginar, fins a 2003, amb el de subdirector general de la Caixa d'Estalvis i Pensions de Barcelona. El 2003 fou nomenat director adjunt de La Caixa i el 2006 president executiu de Port Aventura.
Fou patró de la fundació Ajudant Ajudar, entitat que cerca promoure la solidaritat a través de les noves tecnologies, permetent que les donacions passin íntegrament del donant a l'entitat sol·licitant. Al mateix temps, es convida al receptor de qualsevol tipus d'ajuda a ser també donant, comprometent-se a aportar un 10% de l'ajuda rebuda a un altre col·lectiu o projecte. Mitjançant aquest sistema es fomenta la solidaritat i s'actua com a motor de l'economia, afavorint la creació de xarxes multiplicadores de solidaritat. L'11 de febrer de 2000 va rebre la Medalla d'Or al Mèrit Turístic i el 2007 el Premi Ramon Llull.